# Colorado Army National Guard
La Colorado Army National Guard è una componente della Riserva militare della Colorado National Guard, inquadrata sotto la U.S. National Guard. Il suo quartier generale è situato presso la città di Centennial.

## Organizzazione
Attualmente, al 2024, sono attivi i seguenti reparti :

### Joint Forces Headquarters
- JFHQ, Army Element
- Medical Detachment
- Recruiting & Retention Battalion
- 8th Civil Support Team (WMD) - Buckley SFB

### 169th Field Artillery Brigade
- Headquarters & Headquarters Battery - Buckley SFB
- 3rd Battalion, 157th Field Artillery Regiment (HIMARS)
  -  Headquarters & Headquarters Battery - Colorado Springs
  -  Battery A - Longmont
  -  Battery B - Aurora
  -  188th Forward Support Company - Pueblo
- 1st Battalion, 121st Field Artillery Regiment (HIMARS)  - Wisconsin Army National Guard
- 1st Battalion, 109th Field Artillery Regiment (PALADIN)  - Pennsylvania Army National Guard
- 1st Battalion, 119th Field Artillery Regiment (M-777A2)  - Michigan Army National Guard
- 540th Network Signal Company - Aurora
- 147th Brigade Support Battalion - Ft. Collins
  -  Headquarters & Service Company - Ft.Collins
  -  3650th Support Maintenance Company - Firestone
  -  928th Area Support Medical Company - Colorado Springs
- Company D (Military Intelligence), 572nd Brigade Engineer Battalion, 86th Infantry Brigade Combat Team, Vermont Army National Guard - Denver
- 174th Cyber Protection Team - Centennial
- 140th Quartermaster Platoon (Field Service) - Fort Carson
- 4th Infantry Division Main Command Post, Operational Detachment - Fort Carson

### 89th Troop Command
- Headquarters & Headquarters Company - Denver
- Aviation Support Facility #1 - Buckley SFB
- Aviation Support Facility #2 - Eagle County Regional Airport, Gypsum
- 2nd Battalion, 135th Aviation Regiment (General Support) - Sotto il controllo operativo della 63rd Theater Aviation Brigade, Kentucky Army National Guard
  -  Headquarters & Headquarters Company (-) - Buckley SFB
  - Company A (CAC), USARC
  - Company B (-) (Heavy Lift) - Nebraska Army National Guard
    - Detachment 1, Company B (-) - Buckley SFB - Equipaggiato con 4 CH-47F 

  - Company C (MEDEVAC) - California Army National Guard
  -  Company D (-) (AVUM)
  -  Company E (-) (Forward Support)
  - Company F (Heavy Lift), USARC
- Company A (CAC), 2nd Battalion, 238th Aviation Regiment (General Support) - Equipaggiata con 8 UH-60L 
  - Detachment 4, HHC, 2nd Battalion, 238th Aviation Regiment (General Support)
  - Detachment 1, Company D (AVUM), 2nd Battalion, 238th Aviation Regiment (General Support)
  - Detachment 1, Company E (Forward Support), 2nd Battalion, 238th Aviation Regiment (General Support)
- Detachment 1, Company C (-) (MEDEVAC), 1st Battalion, 168th Aviation Regiment (General Support) Buckley SFB - Equipaggiato con 4 HH-60L 
  - Detachment 1, HHC, 1st Battalion, 168th Aviation Regiment (General Support)
  - Detachment 4, Company D (AVUM), 1st Battalion, 168th Aviation Regiment (General Support)
  - Detachment 4, Company E (Forward Support), 1st Battalion, 168th Aviation Regiment (General Support)
- Company D (-) (MEDEVAC), 3th Battalion, 140th Aviation Regiment (Security & Support) - Equipaggiato con 4 UH-72A
- Detachment 6, Company C, 2nd Battalion, 245th Aviation Regiment - Buckley SFB - Equipaggiato con 1 C-26E
- Detachment 33, Operational Support Airlift Command
- 131st Avionics Maintenance Detachment - Buckey AFB
- Detachment 4, Company B (AVIM), 449th Aviation Support Battalion
- 1st Battalion, 157th Infantry Regiment (Mountain) - Sotto il controllo operativo della 86th Infantry Brigade Combat Team, Vermont Army National Guard
  -  Headquarters & Headquarters Company - Colorado Springs
  -  Company A - Colorado Springs
  -  Company B - Fort Lupton
  -  Company C - Grand Junction
  -  Company D (Weapons) - Alamosa
  -  Company I (Forward Support), 168th Brigade Support Battalion - Windsor
  - Detachment 3, Company E, 168th Brigade Support Battalion - Denver
- 193rd Military Police Battalion (Internment/Resettlement)
  - Headquarters & Headquarters Detachment - Denver
  -   220th Military Police Company - Denver
  -  947th Engineer Company (Horizontal Construction) - Colorado Springs
- 5th Battalion, 19th Special Forces Group - Utah Army National Guard
  - Headquarters & Headquarters Detachment - Watkins
  - Company A - California Army National Guard
  -  Company B - Fort Carson
  - Company C - Texas Army National Guard
  -  Company D (Support) - Fort Carson
  -  Company E (Forward Support) - Watkins
  - 5th Battalion, 19th Special Forces Group Augmentation - Watkins
  - SOD-K, Special Operations Detachment Korea
- 101st Army Band - Buckley SFB
- 104th Public Affairs Detachment - Buckley SFB
- 117th Space Battalion - Sotto il controllo operativo della 1st Space Brigade (Componente Attiva)
  - Headquarters & Headquarters Company - Colorado Springs
  -  217th Space Support Company
  -  1158th Space Support Company

### 100th Missile Defense Brigade[2]
Sotto il controllo operativo dello United States Northern Command